# Aglossophanes pachygramma
Aglossophanes pachygramma är en fjärilsart som beskrevs av Oswald Beltram Lower 1893. Aglossophanes pachygramma ingår i släktet Aglossophanes och familjen mätare. Inga underarter finns listade i Catalogue of Life.